# Mecsek

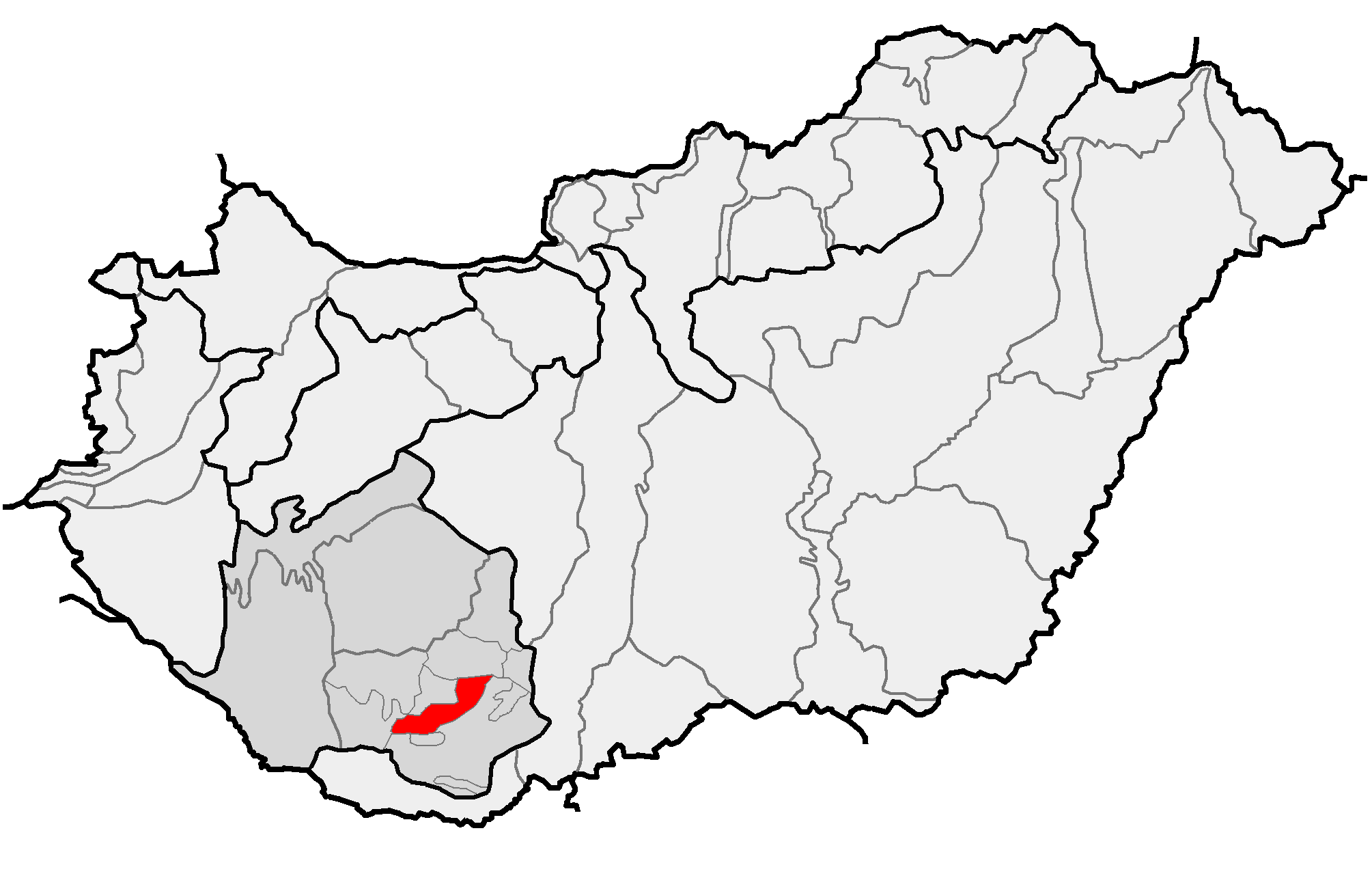
Położenie na mapie Węgier

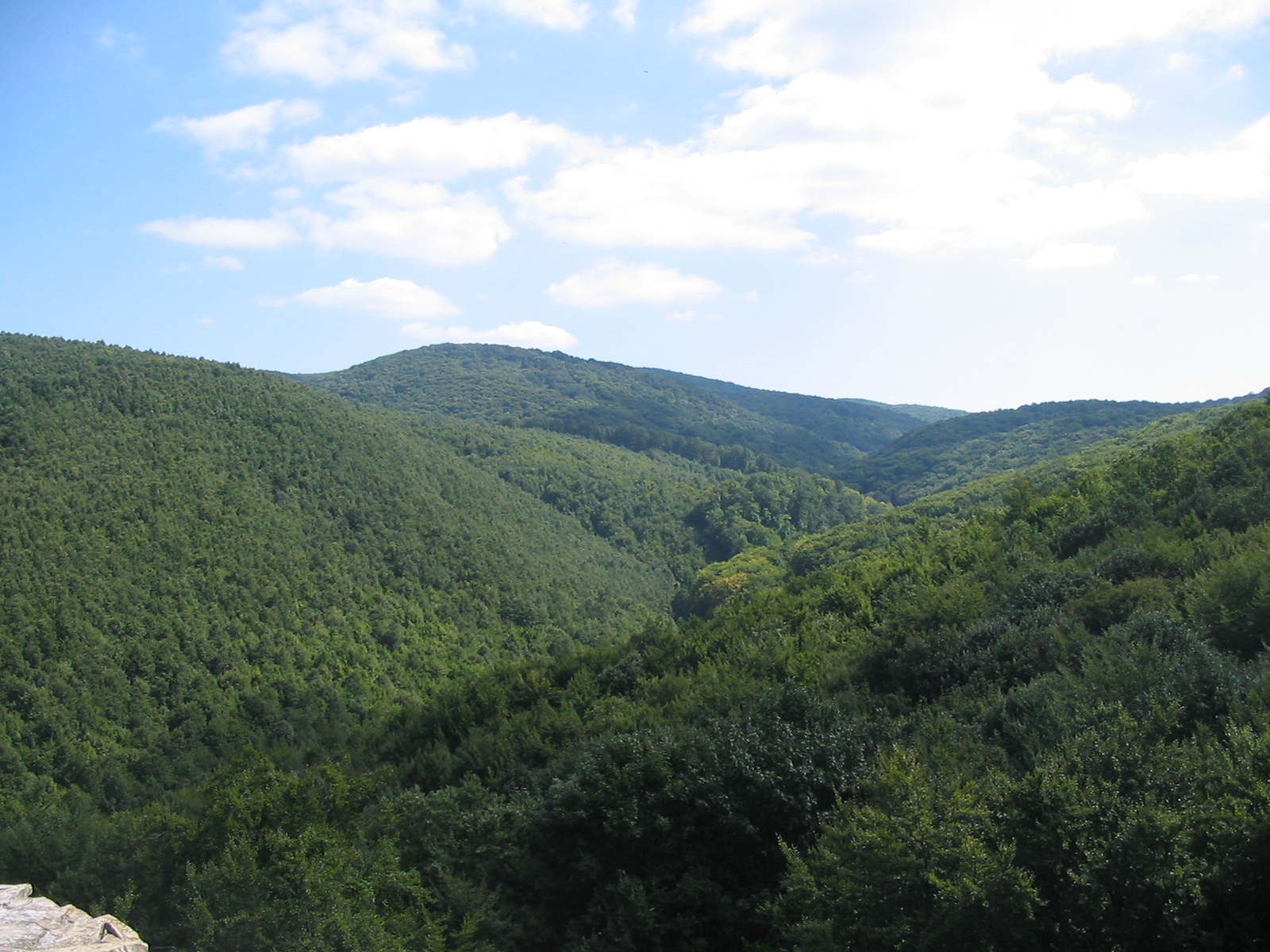
Mecsek

Mecsek – pasmo górskie o wysokości ponad 600 m n.p.m. na południu Węgier, na północ od Peczu. Najwyższym szczytem jest Zengő (682 m n.p.m.).
Góry zbudowane z piaskowca i wapieni. Występują zjawiska krasowe. Zbocza porastają lasy liściaste, na południowych stokach sady i winnice. Obecne źródła mineralne, rudy uranu i węgla kamiennego.
Miejscowości w górach Mecsek: Abaliget, Komló, Orfű, Pécsvárad, Sikonda.